# Horace Darwin
Sir Horace Darwin KBE, FRS (Downe, 13 de maio de 1851 – 29 de setembro de 1928) foi um engenheiro civil inglês. Filho do naturalista Charles Darwin.
Darwin nasceu em Down House em 1851, o quinto menino e o nono filho do naturalista britânico Charles Darwin e sua mulher Emma Darwin, a mais jovem das sete crianças que atingiram a idade adulta.
Foi educado em uma escola privada em Woodbridge (Suffolk) e no Trinity College (Cambridge), onde graduou-se BA em 1874. Fundou a Cambridge Scientific Instrument Company em 1885 e foi prefeito de Cambridge entre 1896 e 1897. Foi eleito Membro da Royal Society em 1903. Tornou-se sir em 1918.
Darwin casou com Emma Cecilia "Ida" Farrer (1854–1946), filha de Thomas Farrer, 1.º Barão Farrer, em janeiro de 1880, depois Lady Ida Darwin, e tiveram um filho e duas filhas:
- Erasmus Darwin IV (7 de dezembro de 1881 – 24 de abril de 1915), morto na Segunda Batalha de Ypres durante a Primeira Guerra Mundial.[2]
- Ruth Darwin (1883–1972), casou com o médico William Rees-Thomas, notável defensor da eugenia.
- Nora Barlow (1885–1989) editora da edição de 1959 da The Autobiography of Charles Darwin, casou com o funcionário público sir Alan Barlow.

Sua casa, "the Orchard", em Huntingdon Road, Cambridge, abriga atualmente o Murray Edwards College, Cambridge.
Está sepultado no Ascension Parish Burial Ground em Cambridge com sua mulher, Lady Ida Darwin; seu irmão sir Francis Darwin está sepultado no mesmo jazigo. Seu irmão sir George Darwin está sepultado no Trumpington Extension Cemetery, Cambridge. 